# Stigmochora albiziae
Stigmochora albiziae är en svampart som först beskrevs av Syd. & P. Syd., och fick sitt nu gällande namn av Arx 1962. Stigmochora albiziae ingår i släktet Stigmochora och familjen Phyllachoraceae.   Inga underarter finns listade i Catalogue of Life.